# Chris Rörland
Chris Rörland es un guitarrista y diseñador gráfico sueco. Tocó con Nocturnal Rites desde 2008 hasta 2012, cuando se unió a Sabaton.

## Carrera
Rörland comenzó a tocar la guitarra a los siete años. Menciona a Adrian Smith, Joe Satriani, Steve Vai e Yngwie Malmsteen como sus principales influencias. En 2012, él y Thorbjörn Englund se unieron a Sabaton en reemplazo de Rikard Sundén y Oskar Montelius. Hizo su servicio militar como conductor de municiones. Junto a Tommy Johansson, Thobbe Englund y Hannes Van Dahl, forma parte de la banda "The Last Heroes".

### Invitado
- 2008: con Cronan: Enterprise (guitarra principal en las pistas 3, 7, 8)
- 2013: con Thobbe Englund: Fingerspitzengefühl en From the Wilderness (solo de guitarra)
- 2017: con Nocturnal Rites: Before We Waste Away en Phoenix (coautor)

### Diseño gráfico
- 2015: para Thobbe Englund – From the Wilderness
- 2016: para Sabaton – The Last Stand (textos y maquetación)
- 2016: para Thobbe Englund – Before the Storm[3]
- 2018: para Thobbe Englund – The Draining of Vergelmer (diseño, textos y maquetación)
- 2018: para Follow the Cipher – Follow the Cipher[4]